# 磷的硒化物
磷的硒化物是一类化合物，由磷和硒组成。有些磷的硒化物类似于对应的磷的硫化物，但也有一些新的形态如 P2Se5 和聚合物catena-[P4Se4]x。人们对于P4Se10的存在性有怀疑。

## 通过晶体学确认的化合物

### P2Se5
分子型P2Se5的结构类似降冰片烷，由氧化态+3的两个磷原子，两个类似二硫键的二硒键（-Se-Se-）和一个单独的硒原子（-Se-）组成。它是通过二硫化碳溶剂萃取的。

### P4Se3
P4Se3已在晶体学上表征，结构与低温下的P4S3相同。它可通过单质直接反应而成，可以用四氢化萘重结晶。

### P4Se5
P4Se5的结构和P4S5一样。它可以由P4Se3和溴在CS2中反应而成。

### catena-[P4Se4]x
这种化合物有结构类似降冰片烷的单元，由硒原子连接。由于重复单元中的每个磷原子都与另一个磷原子和两个硒原子键合，因此磷原子的形式氧化态为+2。 

## 通过光谱学确认的化合物

### P4Se4
P4Se4有两种结构——α-P4Se4（结构类似α-P4S4）和β-P4Se4（结构类似β-P4S4）。一种完全表征的化合物 (CuI)3P4Se4 包含β-P4S4结构的P4Se4。

### P4Se7
它被报告有类似P4S7的结构。

### P4Se10
分子型P4Se10已被报告，结构类似P4S10和P4O10。2001年，一项审查P-Se非晶态的评论并未证实存在分子型的P4Se10。它的等电子体 [Ge4Se10]4− 有金刚烷的结构，存在于钠盐 Na4Ge4Se10中。

## 其它化合物
P4Se6、P14Se、P4Se、P4Se2、P2Se已被报告。

## 磷-硒玻璃
磷-硒玻璃已被31P NMR和拉曼光谱检查。实验式为 PxSe1−x的磷的硒化物中，在0 < x < 0.8时会形成玻璃。当 x < 0.47时，形成的磷-硒玻璃含有Sen链，角锥型的磷原子（氧化态+3），拟四面体型的磷（氧化态+5，有P=Se双键）和P2单元（氧化态+4）。没有证据表明无定形硒化磷含有P4Se10分子。